# Сага о фарерцах
«Са́га о фаре́рцах» (иногда «Фаре́рская сага», или «Фаре́йинга»; др.-сканд. Færeyinga saga, фар. Føroyinga søga) — исландская сага, сложенная в начале XIII века и повествующая о событиях происходивших на Фарерских островах в период с X по XI век (однако встречаются и упоминания о более ранних событиях, в частности, о заселении Фарер викингами). Традиционно выделяется вместе с «Сагой об оркнейцах» и «Сагой о йомсвикингах» в подгруппу саг, занимающую положение между королевскими и родовыми сагами. Сага неизвестного авторства с одной стороны содержит сведения об истории Фарер в указанный период, с другой стороны находится под влиянием исландского происхождения рассказчика, по всей видимости, отрываясь во многом от фарерской устной традиции. Значительная часть содержания саги описывает взаимоотношения её героев с норвежскими конунгами и ярлами, что роднит её с королевскими сагами.

## Общие сведения

### Манускрипты
Немаловажным фактором, показывающим родство «Саги о фарерцах» с королевским циклом, является то, что оригинал рукописи саги до настоящего времени не сохранился, а сама сага присутствует в качестве включений в текст «Саги об Олафе Трюггвасоне» и так называемой «Большой саги об Олафе Святом». Единственный манускрипт, содержащий практически полный объем саги это «Книга с Плоского острова» (или «Flateyjarbók»). Тем не менее, в настоящее время считается, что структура оригинального текста «Саги о фарерцах» с большой степенью точности может быть восстановлена из двух списков первой упомянутой королевской саги и четырёх редакций второй, что продемонстрировано в критическом издании саги 1987 года, осуществлённом Оулавюром Хатльдоурссоном.

### Датировка времени создания саги
«Сага о фарерцах» является одной из самых точно датируемых саг в корпусе. Нижняя временная граница определяется по указанию на то, что Эйнар сын Скегги, еще недавно был управителем норвежских конунгов на Фарерских островах, а параллельные тексты дают его упоминание в таком качестве за 1210 год. Верхняя граница создания первоначального текста саги обозначена датой создания Снорри Стурлусоном «Саги об Олафе Святом», содержащей текст «Фарейинги» — в 1220—1230 годах. При этом считается что «Сага о фарерцах» старше и предварительной редакции «Саги об Олафе Святом», написанной аббатом Стюрмиром, секретарем Снорри Стурлусона. Руководствуясь приведёнными временными рамками можно признать, что «Сага о фарерцах» была сложена во временной промежуток между 1210 и 1215 годами.

### Текст саги
Если в отношении структуры протографа саги существует возможность восстановления, то воссоздание единой редакции текста крайне проблематично, поскольку каждый составитель саг об Олафе Святом и Олафе Трюггвасоне изменял первоначальный текст вставок из фарерской саги. При этом практически все компиляторы предпочитали при разночтениях саги с другими источниками, опираться на последние. Однако, как правило, это означало улучшение произведения. Так, например, переводчик саги на русский язык А. В. Циммерлинг отмечает, что: «благодаря стилистической правке Снорри эпизод с убийством Карла из Мёра может быть отнесён к лучшим страницам саги».
Дополнительным материалом для восстановления текста «Саги о фарерцах» служат записанные в XIV веке три цикла исландских баллад — рим, два из которых («Римы Сигмунда» и «Трэнлы») частично сохранились до настоящего времени. Основное значение рим в том, что они опираются на письменный текст протографа саги и сохраняют детали, утраченные при последующих компиляциях.
Сага в текстуальном плане находится в рамках исландской традиции, при этом синтаксис демонстрирует архаичность языка произведения, что подтверждает предположение о ранней датировке его создания. При этом собственно фарерский дописьменный материал достаточно невелик. К нему относится детальная топография островов, в частности мест убийств ключевых персонажей, общие описания и основные характеристики последних, сведения об их взаимоотношениях с норвежскими правителями, рассказ об обстоятельствах гибели Сигмунда и немногое другое. В остальном исландский составитель первоначального текста, скорее всего, домысливал эпизоды и имена персонажей второго плана.

## Сюжет саги
Первая глава саги содержит информацию о заселении во времена Харальда Прекрасноволосого Фарер людьми Грима Камбана — первопоселенца островов.
Затем развивается основная часть сюжета саги, которую составляет противоборство двух фарерцев — Сигмунда сына Брестира (др.-сканд. Sigmundur Brestisson) и Транда с Гаты (др.-сканд. Þrándur í Götu). Первый представляет собой классический образец викинга — начав свою карьеру обычным воином, к концу саги Сигмунд становится наместником норвежских конунгов на Фарерских островах. В этом качестве Сигмунд по поручению Олафа Трюггвасона осуществляет крещение островов. Транд является его противоположностью — хитроумным и зажиточным купцом и бондом, убежденным язычником. В качестве антагониста Сигмунда Транд противодействует принесению на Фареры христианства, как религии, принудительно насаждаемой иноземными правителями и сопряжённой с выплатами дани норвежцам.
История их борьбы начинается когда у девятилетнего Сигмунда враги, руководствуясь советами Транда, убивают отца и дядю. В результате имущество Брестира, а также его сын и племянник достаются хитрому бонду. Поскольку враг Брестира — Хавгрим также гибнет в сражении с ним, а они оба были правителями восточной и западной половин островов, то после их смерти Транд получает власть над всеми Фарерами. Надеясь избавиться от Сигмунда Транд платит зашедшему на Фареры купцу за то, чтобы тот увёз с островов мальчика с братом, но тот, доплыв до Норвегии, отпускает юношей. Сигмунд вырастает в могучего воина, и, пойдя под руку ярлу Хакону, совершает ряд походов в Балтийское море, Швецию и к Оркнейским островам. Став известным, Сигмунд решает вернуться на острова, где возвращает своё имущество и по приговору Хакона мирится с Трандом за назначенную тому виру.
После смерти Хакона Сигмунда вызывает король Олаф Трюггвасон, который убеждает фарерца креститься, а затем поручает ему крещение Фарерских островов и делает его на них своим наместником. На тинге Транду удаётся отговорить фарерцев от принятия христианства, однако несколько позже Сигмунд под угрозой оружия крестит Транда и его домочадцев, а затем и всё население островов.
Вражда Сигмунда и Транда длится еще несколько лет и успех всегда сопутствует сыну Брестира. Однако однажды собрав отряд в шестьдесят человек Транд осаждает Сигмунда, тот вынужден спасаться бегством, и, будучи окружённым, бросается в море. Ему удаётся доплыть до ближайшего острова, но там его убивают местные бонды из желания получить золотое запястье Сигмунда, подаренное тому Хаконом.
После смерти Сигмунда Транд и его воспитанник Лейв сын Эцура правят островами. Транд желает помириться с семьёй Сигмунда и сватает Лейва к Торе дочери Сигмунда. В ответ Транд и Лейв получают условие примирения — им необходимо найти убийц Сигмунда. Транду с помощью колдовства это удаётся.
Заключительная часть саги посвящена безуспешным попыткам Олафа Трюггвасона получить дань с Фарер, а также истории противостояния Лейва сына Эцура с родственниками Транда. Борьба эта заканчивается победой Лейва и гибелью его соперников. Транд, узнав об этом, умирает от горя. Лейв получает острова в лен от конунга Магнуса и правит ими единолично. Сага сообщает, что более не знает ничего выдающегося о потомках Сигмунда сына Брестира.

## Значение саги
Для фарерцев сага является одним из произведений, формировавших национальное самосознание, а Транд из Гаты, несмотря на свой неоднозначный образ в саге, выступает в роли первого борца за независимость Фарер. Транд до настоящего времени является одним из самых распространённых мужских личных имён на островах, в то время как Сигмунд практически не употребляется.
Существенное значение для развития языка и литературы представляет перевод «Саги о фарерцах» на фарерский язык, выполненный Йоханом Хенриком Шрётером в 1832 году. Сага переводилась и на другие европейские языки: датский, шведский, норвежский, французский, английский, немецкий и русский.

### Упоминания Новгорода в саге
В тексте «Саги о фарерцах» три раза фиксируется применение топонима Хольмгард (др.-сканд. Hólmgarðr), который традиционно отождествляется с Новгородом, что делает сагу предметом рассмотрения и в российской историографии. Сами упоминания Новгорода мало связаны с содержательной частью саги, однако более важным является факт применения в тексте термина «Хольмгардсфари». Это определение, согласно современным представлениям, является обобщающим для сообщества скандинавских купцов, занимавшихся торговлей с северорусскими землями, и встречается в рукописях достаточно редко. При этом само существование данного термина, а также его применение в столь специализированном источнике как сага об истории Фарерских островов, позволяет делать выводы о важности для скандинавов торговли с Новгородом.